# محافظات سريلانكا
المحافظات في سريلانكا((بالسنهالية: පළාත)‏ ؛ (بالتاميلية: மாகாணம்)‏)، هي التقسيم الإداري من المستوى الأول. أسسها لأول مرة حكام سيلان البريطانيين في عام 1833. على مدار القرن التالي، نقلت معظم الوظائف الإدارية إلى المقاطعات، المستوى الإداري الثاني. بحلول منتصف القرن العشرين، أصبحت المحافظات مجرد شكلية. تغير هذا الوضع في عام 1987 بعد عدة عقود من تزايد الطلب على اللامركزية حيث أنشأ التعديل الثالث عشر لدستور سريلانكا لعام 1978 مجالس المحافظات. حاليا هناك تسع محافظات.

## تاريخ

### سيلان البريطانية
بعد أن سيطر البريطانيون على جزيرة سيلان بأكملها في عام 1815، قسمت إلى ثلاثة هياكل إدارية قائمة على أساس عرقي: سنهاليو البلد المنخفض والكانديون السنهاليون وتاميل. في عام 1829 أنشأ البريطانيون لجنة كولبروك كاميرون لمراجعة الحكومة الاستعمارية لسيلان، بما في ذلك الهياكل الإدارية. وأوصت اللجنة بتوحيد الإدارات القائمة على أساس عرقي في إدارة واحدة مقسمة إلى خمس محافظات جغرافية. وفقًا لذلك، في 1 أكتوبر 1833، ظهرت خمس محافظات تحت إدارة واحدة:
- المحافظة الوسطى - تتكون من محافظات كانديان الوسطى.
- المحافظة الشرقية - تتألف من المقاطعات البحرية في باتيكالوا وترينكومالي، ومحافظتي كانديان في بنتينا وتامانكادوا.
- المحافظة الشمالية - وتتألف من المقاطعات البحرية لجفنا ومنار وفاني ومحافظة كانديان في نوارا كلاوية.
- المحافظة الجنوبية - تتألف من المقاطعات البحرية لجالي وهامبانتوتا وماتارا وتانجالي ومقاطعات كانديان في أوفا السفلى وسفراغام وولاسا.
- المحافظة الغربية - تتألف من المقاطعات البحرية لكولومبو وتشيلاو وبوتالام، ومحافظات كانديان لثري كوراليس، وفور كوراليس، وسفن كوراليس، وبولاثجاما السفلى.

على مدار الخمسين عامًا التالية، أُنشأت أربع مقاطعات إضافية، مما رفع العدد الإجمالي إلى تسعة: 
- أُنشأت المحافظة الشمالية الغربية في عام 1845 من المحافظة الغربية الشمالية (مقاطعات تشيلو وبوتالام وسبع كوراليس). [5]
- أُنشأت المحافظة الوسطى الشمالية في عام 1873 من المحافظة الشمالية الجنوبية (منطقة نوارا كالاوية) والمنطقة الشرقية الشمالية الغربية (منطقة تامانكادوا).[5]
- أُنشأت محافظة أوفا في عام 1886 من أجزاء من المحافظة الوسطى والمنطقة الشرقية (منطقة بنتنة) والمحافظة الجنوبية (منطقة ولاسة).[5]
- أُنشأت محافظة ساباراغاموا عام 1889.[5]

### سيريلانكا

المنطقة الشمالية الشرقية قصيرة العمر

ظل عدد المحافظات ثابتًا حتى سبتمبر 1988، عندما أصدر الرئيس جايواردين، وفقًا لاتفاقية الهند وسريلانكا [الإنجليزية]، تصريحات تمكن المحافظات الشمالية والشرقية من أن تكون وحدة إدارية واحدة يديرها مجلس منتخب واحد، مما أدى إلى إنشاء المحافظة الشمالية الشرقية. كان من المفترض أن تكون هذه التصريحات إجراءً مؤقتًا حتى إجراء استفتاء في المحافظة الشرقية على الاندماج الدائم بين المحافظتين. ومع ذلك، لم يُجرى الاستفتاء مطلقًا وأصدر رؤساء سريلانكا المتعاقبون إعلانات سنويًا لتمديد عمر الكيان «المؤقت». عارض القوميون السريلانكيون الاندماج بشدة. في 14 يوليو / تموز 2006، بعد حملة طويلة ضد الاندماج، قدم حزب جاناتا فيموكثي بورام [الإنجليزية] (JVP) ثلاثة التماسات منفصلة إلى المحكمة العليا لسريلانكا يطلب فيها إنشاء مجلس إقليمي منفصل للشرق. في 16 أكتوبر / تشرين الأول 2006، قضت المحكمة العليا بأن التصريحات التي أصدرها الرئيس جايواردين لاغية وباطلة وليس لها أي أثر قانوني. أُلغي دمج المحافظة الشمالية الشرقية رسميًا في المحافظات الشمالية والشرقية في 1 يناير 2007.
سريلانكا لديها حاليا تسع مقاطعات، سبعة منها لديها مجالس محافظات منذ البداية.
تطور المحافظات السريلانكية منذ عام 1833

1833–1845
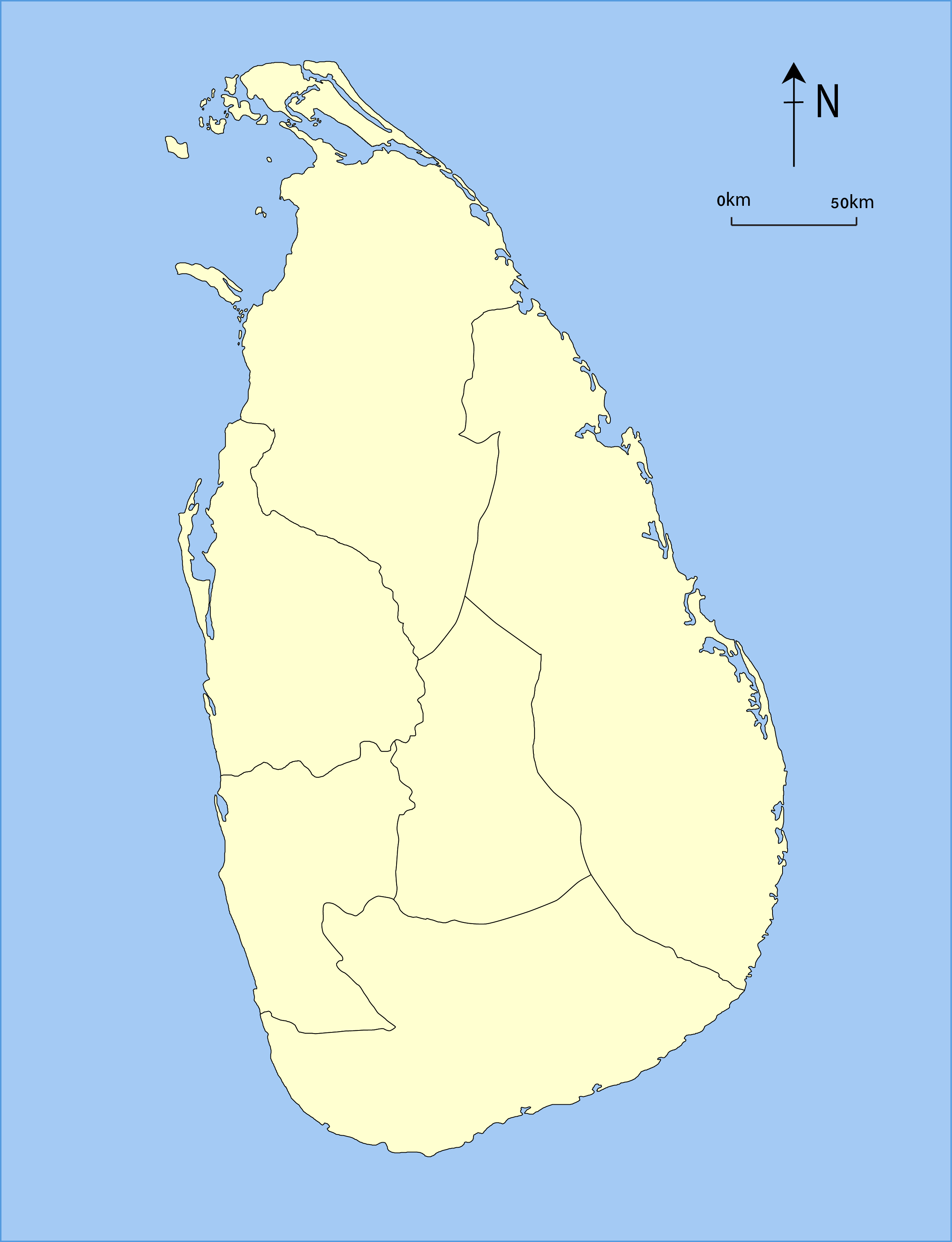
1845–1873
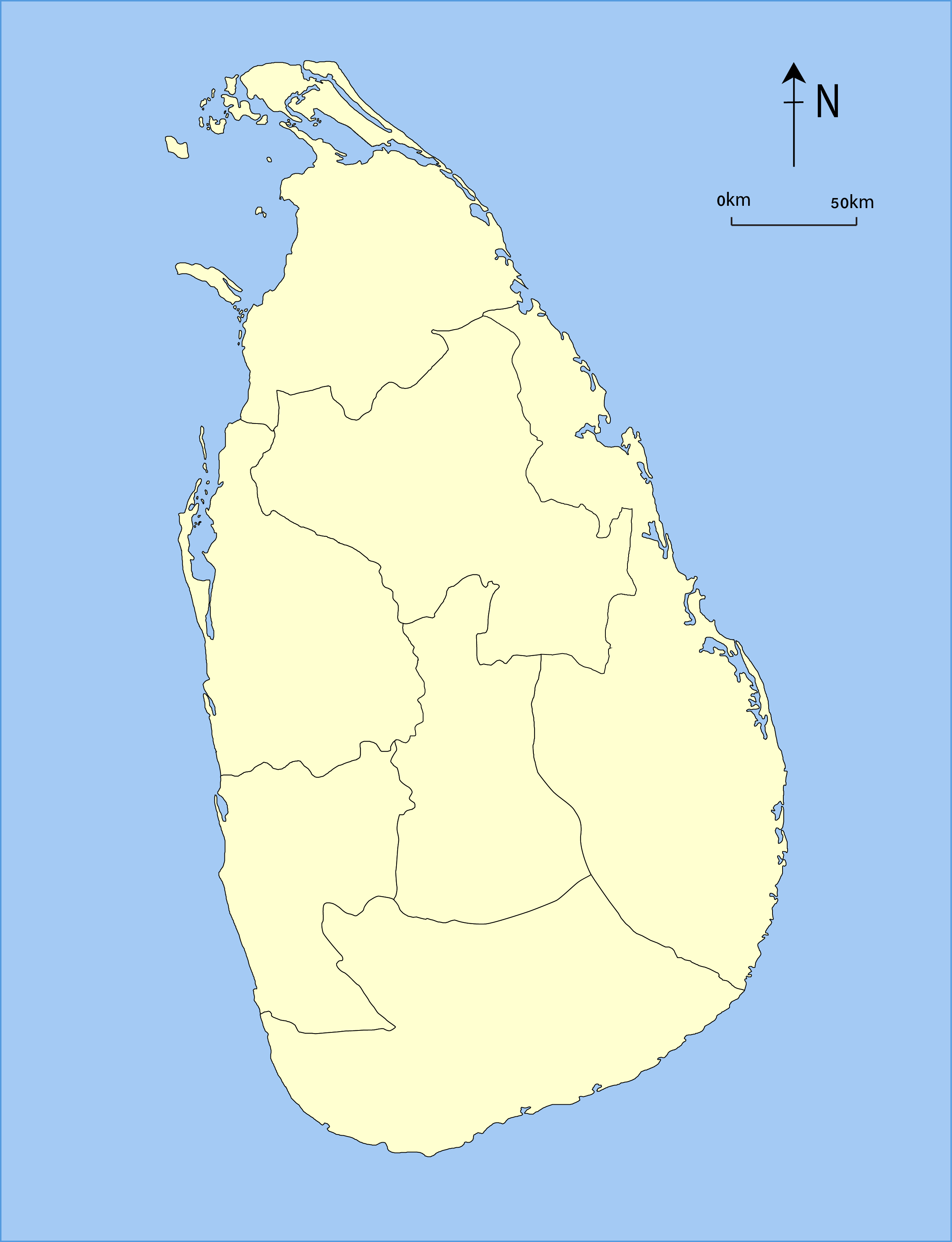
1873–1886
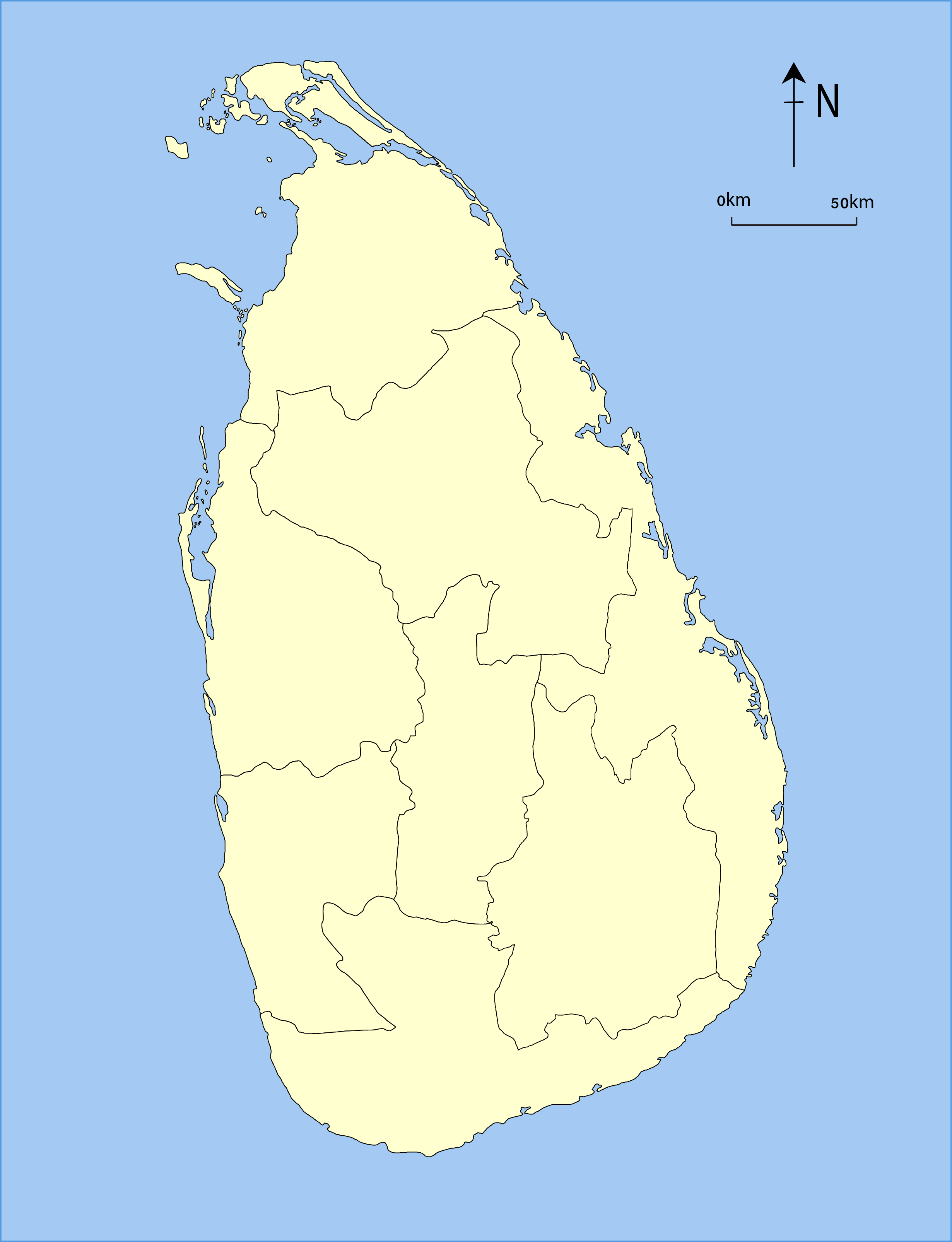
1886–1889
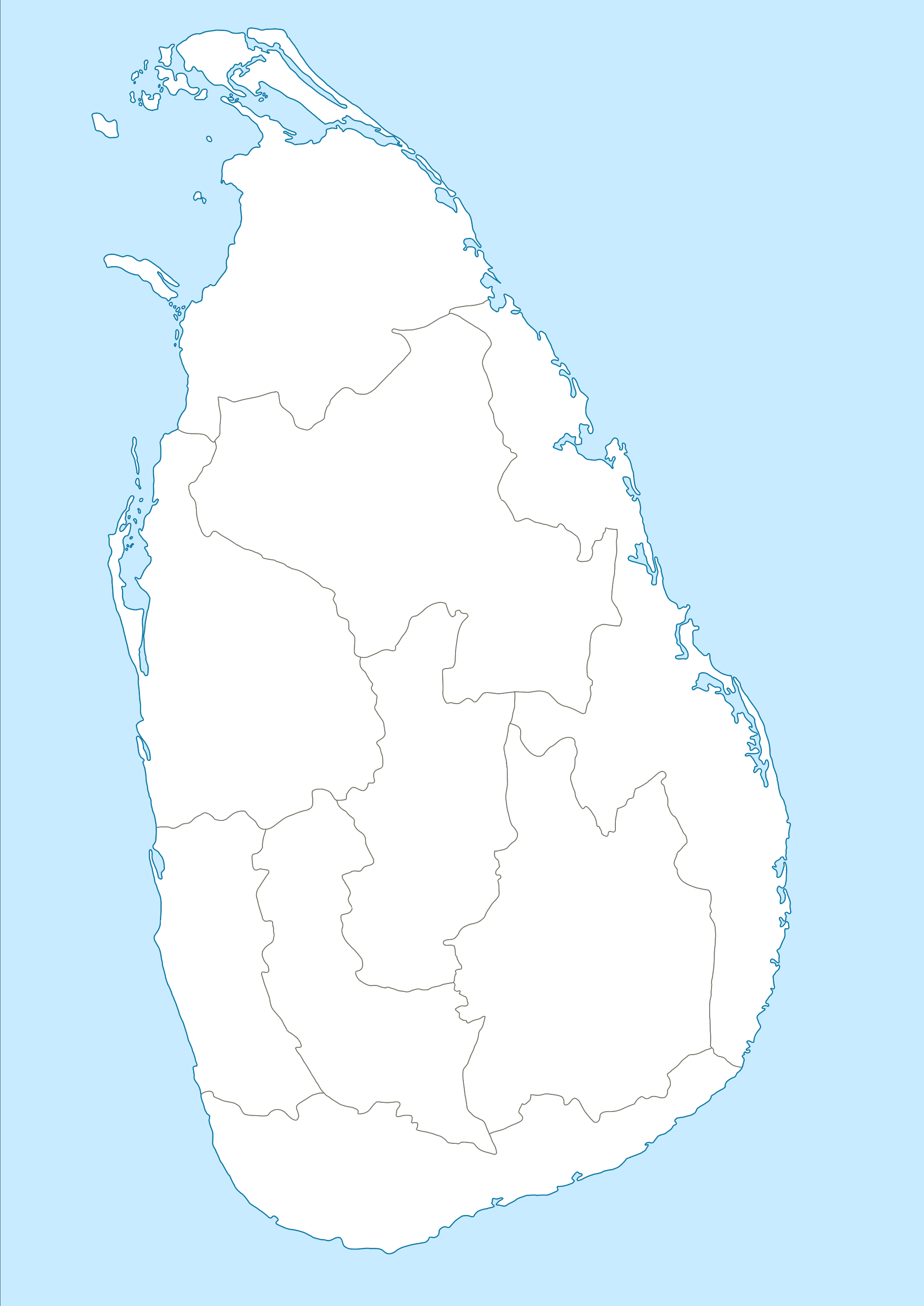
1889– الحاضر

## المحافظات

### الحالية
جميع البيانات السكانية مأخوذة من أحدث تعداد لسري لانكا، في عام 2012.
| المحافظة                  | عاصمة المحافظة | تاريخ التأسيس  | مساحة اليابسة كم2 | مساحة المياه كم2 | المساحة الكلية كم2 | تعداد السكان (2012) | كثافة السكان لكل كم2 |
| ------------------------- | -------------- | -------------- | ----------------- | ---------------- | ------------------ | ------------------- | -------------------- |
| المحافظة الوسطى           | كاندي          | أكتوبر 1, 1833 | 5 575             | 99               | 5 674              | 2,571,557           | 461                  |
| المحافظة الشرقية          | ترينكومالي     | أكتوبر 1, 1833 | 9 361             | 635              | 9 996              | 1,555,510           | 166                  |
| المحافظة الوسطى الشمالية  | أنورادابورا    | 1873           | 9 741             | 731              | 10 472             | 1,266,663           | 130                  |
| المحافظة الشمالية         | جفنا           | أكتوبر 1, 1833 | 8 290             | 594              | 8 884              | 1,061,315           | 128                  |
| المحافظة الشمالية الغربية | كورونيغالا     | 1845           | 7 506             | 382              | 7 888              | 2,380,861           | 317                  |
| محافظة ساباراغاموا        | راتنابورا      | 1889           | 4 921             | 47               | 4 968              | 1,928,655           | 392                  |
| المحافظة الجنوبية         | غالي           | أكتوبر 1, 1833 | 5 383             | 161              | 5 544              | 2,477,285           | 460                  |
| محافظة أوفا               | بادولا         | 1886           | 8 335             | 165              | 8 500              | 1,266,463           | 152                  |
| المحافظة الغربية          | كولمبو         | أكتوبر 1, 1833 | 3 593             | 91               | 3 684              | 5,851,130           | 1 628                |
| المجموع                   |                |                | 62 705            | 2 905            | 65 610             | 20,359,439          | 325                  |

## روابط خارجية
- Provinces of Sri Lanka at statoids.com